# Lise Togeby
Lise Togeby (6. juni 1942 – 15. oktober 2008) var en dansk professor i politisk sociologi, der bl.a. var formand for Magtudredningen. Lise Togeby var gift med Jørgen K. Bukdahl, med hvem hun fik sønnen, digteren og litteraturanmelderen Lars Bukdahl samt datteren, politologen Dorte Bukdahl.

## Karriere
Togeby blev cand.scient.pol. i 1966 og blev samme år amanuensis ved Institut for Statskundskab, Aarhus Universitet. To år senere blev hun lektor. Hun var 1977-1980 prodekan ved universitetets samfundsvidenskabelige fakultet. I 1982 var hun gæstestipendiat ved University of California, Berkeley. I 1987 blev hun redaktør af tidsskriftet Politica, hvilket hun var frem til 2001. I 1988 blev hun docent, i 1994 dr.scient.pol. og i 1995 professor i politisk sociologi. Togeby var desuden gæsteprofessor ved Uppsala Universitet 1997-1999. I samme periode var hun, sammen med Erik Albæk, redaktør for det nordiske politologiske tidsskrift Scandinavian Political Studies. 
Hun sad desuden i Det Faglige landsudvalg for Samfundsvidenskaberne 1978-1980, var medlem af Statens Samfundsvidenskabelige Forskningsråd, 1991-1996 og bestyrelsesmedlem i samme fra 1994. Fra 2006-2007 var hun medlem af Udvalget vedrørende videnskabelig uredelighed.
I 1997 blev Lise Togeby udpeget til at være formand for Magtudredningen, der var blevet vedtaget af Folketinget i 1994. Forskningsprojektet afsluttedes i 2004. Togebys bidrag var Den danske elite (sammen med Peter Münk Christiansen og Birgit Møller, 2001), Grønlændere i Danmark. En overset minoritet (2002), Fra fremmedarbejdere til etniske minoriteter (2003) samt Man har et standpunkt ... om stabilitet og forandring i befolkningens holdninger (2004). Sammen med Jørgen Goul Andersen og Peter Munk Christiansen stod hun desuden for publikationen Magt og demokrati i Danmark. Hovedresultater fra Magtudredningen, der udkom 2003.
Netop indvandrernes politiske deltagelse samt danskernes holdning til indvandrere og flygtninge var et af hendes specialer, men hun forskede bl.a. også i kvinders politiske deltagelse samt borgernes deltagelse i græsrodsarbejde.